# I morti non parlano
I morti non parlano (Johnny Allegro) è un film statunitense del 1949 diretto da Ted Tetzlaff.

## Trama
I federali fanno affidamento su John Rock – che dopo essere evaso da Sing Sing ha cambiato il proprio nome in Johnny Allegro – per tentare di sgominare una banda di delinquenti che, mettendo in circolazione un'ingente quantità di denaro falso, rischia addirittura di destabilizzare l'intera economia statunitense. Johnny Allegro è stato scelto perché è in ottimi rapporti con Glenda Chapman, che pure si sa far in qualche modo parte dell'organizzazione criminale; e del resto Johnny non ha scelta, perché o collabora con le autorità nel pericoloso compito di infiltrarsi nella banda o viene rispedito in carcere. E Johnny comunque è contento di collaborare, non fosse che per il fatto che fra lui e Glenda sta nascendo una storia d'amore.
Il capo della banda è l'eccentrico Morgan Vallin, marito di Glenda, ma con il quale la donna da tempo ha solo rapporti d'affari (di malaffari, precisamente). Johnny viene condotto, attraverso percorsi sinuosi che non gli consentono di identificare la località di destinazione, nel quartier generale dei malfattori, un'isola al largo delle coste della Florida, disabitata se non fosse per la lussuosa villa di Morgan, nei pressi della quale sono custodite voluminose casse contenenti le banconote contraffatte da immettere progressivamente sul mercato. Dopo diverse vicende Johnny viene smascherato nel suo vero ruolo, ma egli ha intanto fatto in tempo, perigliosamente, a comunicare alla polizia elementi che permettono di localizzare l'ubicazione del covo.
Mentre la guardia costiera sta intervenendo, Johnny ha la meglio sul principale complice di Morgan, e Morgan stesso, durante una colluttazione con Johnny, cade dall'alto di una scogliera e trova la morte. Pare che a Johnny – per il suo importante ruolo nello sgominare la banda - venga condonata la pena, mentre di eventuali accuse a Glenda – che lo sta accompagnando nell'imbarcazione delle forze dell'ordine dirette verso la terraferma dopo l'operazione – non si fa menzione. 